# Sheli Ramoseeka
Sheli Ramoseeka (ur. 10 sierpnia 1984 w Teyateyanengu) – lesotyjski piłkarz grający na pozycji obrońcy.

## Życiorys
Ramoseeka ostatnio występował w pierwszoligowym klubie z Lesotho, Lioli FC.
Sheli jest reprezentantem Lesotho. Ma za sobą występy między innymi na turniejach COSAFA Cup 2000 i 2005. W 2000 roku piłkarze Lesotho dotarli aż do finału, w którym polegli w dwumeczu z Zimbabwe, dwa razy po 0:3 i zajęli drugie miejsce.